# Carolina Augusta Xavier de Novais
Carolina Augusta Xavier de Novaes Machado de Assis (Porto, 20 de fevereiro de 1835 – Rio de Janeiro, 20 de outubro de 1904) foi a esposa de Machado de Assis. Portuguesa, mudou-se para o Rio de Janeiro em 1866 a fim de cuidar de seu irmão enfermo Faustino Xavier de Novaes (1820-1869). Carolina e Machado casaram-se em 12 de novembro de 1869 e viveram uma longa vida conjugal de 35 anos sem grandes perturbações.
Culta, os biógrafos escrevem que apresentou a Machado livros da literatura portuguesa e da literatura inglesa e outros clássicos, redefinindo o seu estilo literário para a maturidade. Além disso, teria revisado, retificado e passado a limpo seus textos, ajudando-o a escrever.
Recentes análises de correspondências pessoais revelam que Machado e Carolina eram apaixonados um pelo outro e que, ao longo do casamento, o escritor temia que a esposa morresse antes e ele sofresse com a perda.

Carolina Machado de Assis.

Carolina não conseguiu engravidar, e pela falta de filhos, o casal decidiu adotar uma cadelinha, que batizaram de Graziela, e que tratavam como filha. Seu casamento durou até a morte de Carolina em 1904. O viúvo Machado de Assis entrou numa profunda depressão, encontrando consolo em sua solidão com sua cadelinha, sua única companhia. Machado de Assis cuidou do animal de estimação até seu falecimento. Com muitas saudades, escreveu um soneto em homenagem à esposa, amplamente considerado a melhor peça de sua obra poética. Manuel Bandeira afirmaria, anos mais tarde, que é uma das peças mais comoventes da literatura brasileira. Chama-se "A Carolina":
Querida! Ao pé do leito derradeiro,
em que descansas desta longa vida,
aqui venho e virei, pobre querida,
trazer-te o coração de companheiro.
Pulsa-lhe aquele afeto verdadeiro
que, a despeito de toda a humana lida,
fez a nossa existência apetecida
e num recanto pôs um mundo inteiro…
Trago-te flores - restos arrancados
da terra que nos viu passar unidos
e ora mortos nos deixa e separados;
que eu, se tenho, nos olhos mal feridos,
pensamentos de vida formulados,
são pensamentos idos e vividos.